# 堺雅人
堺 雅人（さかい まさと、1973年〈昭和48年〉10月14日 - ）は、日本の俳優。
株式会社テント所属。妻は女優の菅野美穂。

## 略歴

### デビュー前
兵庫県神戸市垂水区で生まれ2歳まで神戸市舞子浜の団地で過ごすが、その後宮崎県宮崎市に移り高校を卒業するまでの人格形成期を同地で過ごす。宮崎市立国富小学校・宮崎大学教育学部附属中学校・宮崎県立宮崎南高等学校を経て、早稲田大学第一文学部中国文学専修へ進学（三年生の春に中退）。
中学時代は吹奏楽部、高校時代は演劇部に所属。通商産業省の官僚を目指していたが、数学が苦手で国立大学は全て落ち、早稲田大学第一文学部に入学(後に中退)。受験の失敗から官僚を諦めて役者の道に進む。
1992年に早稲田大学演劇研究会を母体にした劇団「東京オレンジ」の旗揚げに参加。同劇団の看板俳優として活躍した。現在も同劇団の名誉団員である。

### デビュー後
その後、田辺エージェンシーに所属。現在は舞台の他、テレビや映画でも活動中。俳優として無名だった頃から声優業も行っており、『こちら葛飾区亀有公園前派出所』の白鳥麗次役で知られている（2001年に降板し、翌年以降は和田サトシに交代している）。堺は、現在でも思い入れのある役だと語っている。
2000年『オードリー』でテレビで初のレギュラーの大役を得る。徐々に人気を高めたのち、2004年『新選組!』の山南敬助を演じて一般に名前が浸透し、2005年4月にテレビ情報誌『テレビブロス（TV bros.）』が行った「好きな男」ナンバーワンに選ばれた。2008年4月放送の単発ドラマ『世にも奇妙な物語 2008年春の特別編「フラッシュバック」』でドラマ初主演。
2008年『篤姫』にて徳川家定を演じる。映画『クライマーズ・ハイ』、『アフタースクール』などの演技が高く評価され、助演男優賞を受賞。
テレビ情報誌『TVnavi』内のエッセイ「文・堺雅人」は、2009年3月号にて連載50回目、そして最終回となった（2009年8月に産経新聞出版から単行本として発売）。

### 人気俳優として
2010年7月期の連続ドラマ『ジョーカー 許されざる捜査官』（フジテレビ）でゴールデンタイムの連続ドラマ初主演。その後も映画や連続ドラマの主演を務めるなどしている。
2013年7月には、主演を務めている連続ドラマ『半沢直樹』がビデオリサーチがオンライン調査を開始して以降、関西地区の最終回の平均視聴率が45.5%で歴代1位、関東地区が42.2%で歴代4位の大ヒットとなり、平成以降に放送されたテレビドラマでは、歴代1位の記録となった。半沢の決め台詞「（やられたらやり返す！）倍返しだ！」も流行し、同年のユーキャン新語・流行語大賞にて年間大賞を受賞（名義は堺雅人、TBS『半沢直樹』チームの連名として受賞）。2020年には続編が放送されて当たり役となった。
2022年末をもって所属していた田辺エージェンシーを退社し、独立した。

## 人物

### 特徴
- 常に微笑んでいるような独特の表情が特徴である[10]。
- CNNの「まだ世界的に名前は売れていないが、演技力のある日本の俳優7人」の一人に選ばれた[11]。
- とにかく数学が嫌いで、セリフに数字が出てくると文字に変えて覚えるほどである。
- NHK朝の連続テレビ小説『オードリー』に出演するまではアルバイト（ドーナツ屋など多数）をしており、お金がない中で「野菜は摂らなくてはいけない」と道端のタンポポを食べたことがある。
- もし『ドラえもん』のタイムふろしきがあったら、芝居で若作りや老け役をする時に便利なので、自分にかけたいと述べている[12]。
- 上戸彩がラーメンの汁に、お米を入れようと悩みながら、結局諦める話に対して、自身はラーメンのスープは眺めながら愛でると語っている[12]。

### 趣味・嗜好
- 歴史小説が好きで、地理的な場面が出た時、地図を出して読み進めていく[13]。
- 好角家である。大相撲についてはかなり詳しく、NHKの大相撲中継にゲストとして呼ばれたこともある。特にお気に入りの力士は同じ九州出身の魁皇（現年寄・浅香山）。
- お笑いトリオ東京03のファンであり、単独ライブは第1回公演以外は全て見に行っている。2020年7月17日放送の『ぴったんこカンカン』内では、東京03と一緒にコント（東京04　コント「同期会」〜半沢直樹テイストver.〜）に挑戦した[14]。
- 中学生の頃からシブサワ・コウの『三國志』のファンで、パソコンを所有している父親がいる友人宅で遊んでいた。大学上京時には、炊飯器、スーパーファミコンを購入し、最初に買ったゲームソフトは『信長の野望』[注 1]。朝ドラ[注 2]出演時には、PlayStation版『三國志』を何回も制覇している。好きな『三國志』の武将は「陳宮」「袁紹」の小者タイプ[15]。
- 好物はお寿司で、特にウニとイクラが好き。
- 共演者に「役者オタク」、「役者バカ」と評される程俳優の仕事が好きで趣味と言っている。

### 結婚
- 映画『大奥〜永遠〜［右衛門佐・綱吉篇］』での共演をきっかけに交際している女優の菅野美穂との結婚に向けて準備に入っていることを所属事務所が2013年3月に発表した[16][17]。
- その後、2013年4月2日に菅野美穂との婚姻届を提出した[18]。

### 交友関係
- 高校時代の恩師に伊藤一彦（第一文学部の先輩）がおり、文学的な薫陶はじめ多大な影響を受けたという。2010年には『ぼく、牧水! 歌人に学ぶ「まろび」の美学』（角川書店）という共著を出した。他にも高校の一学年先輩にはプロ野球の広島や巨人で活躍した木村拓也がいた。
- ゴスペラーズとは早稲田大学時代からの友人の仲であり[19]、ゴスペラーズのシアトリカルライブにも役者として出演していた。また、2024年12月19日にゴスペラーズデビュー30周年を記念してゴスペラーズオフィシャルYouTubeチャンネルでプレミア公開された「東京スヰート 30th Anniversary Edition」のMVでは、堺がタクシードライバー役、村上てつやが本人役で共演した[20][21]。
- 早くから堺に注目していた松村邦洋は、堺の知名度が低い頃はモノマネを披露する機会はなかったが、ドラマ『半沢直樹』が大ヒットして堺の知名度が急上昇したのに松村も便乗して堺の半沢直樹のモノマネを披露し始め、香川照之のモノマネをした団長安田と共にプチブレイクする。ある日、フジテレビの廊下で互いに初対面で偶然堺と遭遇。松村はモノマネの許可を得ようとする前に、堺に「僕のモノマネはセリフが多くて迷惑をかけていませんか？」と逆に心配されたと語っている。うれしくなった松村は同ドラマの名脇役の片岡愛之助のオネエ監査役のモノマネも披露。堺はこれを「なかなか似ていますね」と高評価した[22][23]。
- 山本耕史とはドラマで共演している事が多く、仲が良い。

### 大河出演
- 『新選組!』での山南役の演技の際、たびたび見せる笑顔はもともと近藤勇や土方歳三ら天然理心流一派を見下すような笑顔だったのだが次第に見守るような笑顔に変わったと本人も語っており、この笑顔は山南のトレードマークともなった。なお、山南が切腹する第33回「友の死」は、視聴者からの支持が高く、2004年末に「アンコール2004」という形で、1話のみ異例の再放送をしている。
- 大河ドラマに出演する前には同じ新選組をテーマにした映画『壬生義士伝』（2003年）に沖田総司役として出演していた。その映画の撮影中に山南敬助役をオファーされている。
- 2016年の大河ドラマ『真田丸』で主人公・真田信繁役に抜擢される。なお、前述の『新選組!』と『真田丸』の脚本は三谷幸喜。

### リーガル・ハイ
- 『リーガル・ハイ』の主人公である、毒舌で偏屈な弁護士の古美門研介は当たり役[24]となり、2年間で続編が2本（スペシャルドラマ、連続ドラマ二期）作られ、堺にとっては初の主演作シリーズ化となった。

### 半沢直樹
- 『半沢直樹』の原作者である池井戸潤は、ドラマ化の前から『半沢直樹』は書いていたのだが、ある堺の映画を観て、半沢をこの人が演じたらハマるんだろうなと思ったという。しかしながら自身はキャストに関して口を挟むことはないので、「堺氏で」というリクエストは出さなかったのだが、後日キャストについての打ち合わせで、「半沢は堺に」と言われて正直驚いた。こんな偶然もあるんだと語っている[25]。
- 主演を務めた半沢直樹の決め台詞「（やられたらやり返す！）倍返しだ！」がブームとなり、流行語大賞を受賞して自身の代表作となり、当たり役となった。
- 半沢自身について堺は「半沢は遊べない役」と述べ、香川照之の大和田暁と片岡愛之助の金融庁検査官・黒崎駿一のオネエ言葉に対しては「皆、ひねくれている。でも役者としてはそっちの方が楽しい。大和田やりたい。大和田の方が好き」だと述べていた[26]。演技について堺は「役者として接近してやれるのがうれしかったので、やりづらくなった。早く接近ができれば、と思ったが、皆様の話を聞いて、やれることはたくさんある。歩みが遅いというだけで、表現する方法はまだあると勉強した」と語っている[27]。
- 前シーズンで堺が演じる半沢についてあまりにも優れていて、ひどく驚いたという池井戸だが、第2シーズンでは「より演技力が際立っていると思う。悪党たちを一喝するときの目は凄い。特に接近戦が強い」とさらに堺の芝居にも驚いたと述べている[25]。
- 共演した東京03の角田晃広は「本番前『次の東京03のライブは何時？休んででも行きます』と言うぐらい、ざっくばらんな方。しかし本番になるとクッと眉間にシワを寄せた半沢の切り替えは凄い」と語っていた[28]。
- 「第2シーズンの出演者の中で印象に残った人」に堺は市川猿之助を挙げている[29]。口パクの「詫びろ」は笑ったというよりも愛でていたという[29]。他に自身は半沢について『ドラえもん』の「ジャイアン度8、スネ夫度1、のび太度1」で演技をしている事を明かした[30]。
- 2020年7月19日の第1回時には、本編込みで堺が出演するCM、サントリー「ザ・プレミアム・モルツ」、同社「クラフトボス」、ソフトバンク、マクドナルド「チキンマックナゲット」がTwitterで話題となった[31]。

### その他
- 2013年公開の主演映画『ひまわりと子犬の7日間』は宮崎県で実際に起きた出来事を題材とし、出身地の宮崎弁を使って演じている[32]。
- 2014年、オリコンの「2014年ブレイク俳優ランキング」で第3位にランクイン[33]。
- 2015年5月4日、妻の第1子妊娠を明らかにした[34]。8月13日、第1子男児の誕生が公表された[35]。
- 2018年7月18日、妻が第2子妊娠を報告した。12月3日、第2子女児の誕生が公表された。
- 2023年2月に行われたタレントパワーランキング「40代の実力派俳優ランキング」では、浅野忠信や藤原竜也を凌ぎ2位を獲得した。なお、このランキングでの1位は江口のりこである。[36]

- 両親に相談せず早稲田大学を3年生の春に中退した為、一時期両親とは距離があり帰郷も出来なかった。堺が全国的に知られるきっかけとなった朝ドラ「オードリー」に出演し、俳優としての活躍が認められて帰郷も出来る様になる。

## 出演

### テレビドラマ
- ハートにS「休刊日」（1995年8月21日、フジテレビ）
- TOKYO23区の女「葛飾区の女」（1996年8月、フジテレビ）
- 恋、した。（1997年7月、テレビ東京）
- shin-D「ア・オ・ゾ・ラ・マ・ー・ジ・ャ・ン」（1999年5月、日本テレビ） - 主演・大空渉 役
- 女医（1999年7月 - 9月、読売テレビ）
- 国産ひな娘 第23話「絶体絶命 エピソード2」（1999年9月、テレビ東京）
- 玩具の神様（1999年11月、NHK総合）
- TBS深夜ドラマ「恋詩物語～ラブソング」（2000年3月29日、TBS）[37]
- 土曜ワイド劇場 「巡査鉄兵の推理日誌 1 顔と指紋のない死体！」（2000年、テレビ朝日） - 交番巡査 役
- 安楽椅子探偵、再び（2000年5月、朝日放送） - 村瀬優 役
- 連続テレビ小説「オードリー」（2000年10月 - 2001年3月、NHK総合） - 杉本英記 役
- 反乱のボヤージュ（2001年10月、テレビ朝日） - 江藤麦太 役
- 嫉妬の香り（2001年10月 - 12月、テレビ朝日） - 中原テツシ 役
- ガッコの先生 第5話（2001年11月、TBS） - 山岸俊輔 役
- 五瓣の椿（2001年11月 - 12月、NHK総合 金曜時代劇） - 徳次郎 役
- 婚外恋愛（2002年1月 - 3月、テレビ朝日） - 湯浅拓也 役
- ゴールデンボウル 第7話（2002年6月、日本テレビ） - 太宰衛 役
- 山田太一ドラマスペシャル 「香港明星迷」（2002年9月、テレビ東京） - 高山史朗 役
- スカイハイ 第1話（2003年1月、テレビ朝日） - 関川勝 役
- ひと夏のパパへ 第5話（2003年8月、TBS） - 石倉 役
- 大河ドラマ（NHK総合）
  - 新選組!（2004年） - 山南敬助 役
  - 篤姫（2008年） - 徳川家定 役
  - 真田丸（2016年） - 主演・真田信繁 役
- ウルトラQ dark fantasy 第17話「小町」（2004年7月、テレビ東京） - 若林 役
- エンジン（2005年4月 - 6月、フジテレビ月9） - 鳥居元一郎 役
- 金曜エンタテイメント 「やがて来る日のために」（2005年5月、フジテレビ） - 黒川医師 役
- 金曜エンタテイメント 「空中ブランコ」（2005年5月、フジテレビ） - 山下公平 役
- 実録・小野田少尉 遅すぎた帰還（2005年8月、フジテレビ） - 鈴木紀夫 役
- 新選組!! 土方歳三 最期の一日（2006年1月、NHK総合 正月時代劇） - 山南敬助 役
- ドラマW 対岸の彼女（2006年1月、WOWOW） - 田村修二 役
- 出雲の阿国（2006年1月 - 2月、NHK総合 金曜時代劇） - 三九郎 役
- Dr.コトー診療所2006（2006年10月 - 12月、フジテレビ） - 鳴海慧 役
- ヒミツの花園（2007年1月 - 3月、関西テレビ） - 片岡航 役
- 孤独の賭け〜愛しき人よ〜（2007年4月 - 6月、TBS） - 蒔田二郎 役
- 世にも奇妙な物語 春の特別編 (2008年)「フラッシュバック」（2008年4月、フジテレビ） - 主演・大石良雄 役
- テレビ朝日開局50周年記念ドラマスペシャル 「氷の華」（2008年9月、テレビ朝日） - 瀬野隆之 役
- パナソニックドラマスペシャル 「あるがままの君でいて」（2008年11月、TBS） - 主演・榎本靖 役
- トライアングル（2009年1月 - 3月、関西テレビ） - 志摩野鷹也 役
- 官僚たちの夏（2009年7月 - 9月、TBS） - 庭野貴久 役 （モデルは三宅幸夫）
- ジョーカー 許されざる捜査官（2010年7月 - 9月、フジテレビ） - 主演・伊達一義 役
- ヒューマンドラマスペシャル 「ニセ医者と呼ばれて 〜沖縄・最後の医介輔〜」（2010年12月9日、読売テレビ） - 主演・宮前良明 役
- TBS開局60周年記念企画 南極大陸（2011年10月 - 12月、TBS） - 氷室晴彦 役
- 塚原卜伝（2011年10月 - 11月、NHK BSプレミアム） - 主演・塚原新右衛門（卜伝） 役
- リーガル・ハイ（フジテレビ） - 主演・古美門研介 役
  - リーガル・ハイ（2012年4月17日 - 6月26日）
  - リーガル・ハイ スペシャル（2013年4月13日）
  - リーガルハイ（2013年10月9日 - 12月18日）
  - リーガルハイ・スペシャル（2014年11月22日）
- 大奥〜誕生［有功・家光篇］（2012年10月12日 - 12月14日、TBS） - 主演・万里小路有功 役
- 半沢直樹（TBS） 
  - 2013年版（2013年7月7日 - 9月22日） - 主演・半沢直樹 役
  - 半沢直樹II・エピソードゼロ～狙われた半沢直樹のパスワード～（2020年1月3日） - 半沢直樹 役
  - 2020年版（2020年7月19日 - 9月27日） - 主演・半沢直樹 役
- ドラマWスペシャル パンドラ〜永遠の命〜（2014年4月27日、WOWOW） - 主演・鈴木元 役
- Dr.倫太郎（2015年4月15日 - 6月17日、日本テレビ） - 主演・日野倫太郎 役[38]
- ダマせない男（2022年3月26日、日本テレビ） - 主演・絹咲正 役[39]
- VIVANT（2023年7月16日 - 9月17日、TBS） - 主演・乃木憂助 役[40][41]
  - VIVANT 続編（2026年放送予定、TBS）[42]

### 映画
- 火星のわが家（2000年） - 中島透 役
- ひまわり（2000年） - 平野雄一 役
- 張り込み（2001年） - 荒川ヤスオ 役
- The Goddess of 1967（2001年）
- ココニイルコト（2001年） - 主演・前野悦朗 役
- 太郎（2002年） - 主演・サトシ 役
- 壬生義士伝（2003年） - 沖田総司 役
- ハチミツとクローバー（2006年） - 花本修司 役
- 壁男（2007年） - 主演・仁科光 役
- スキヤキ・ウエスタン ジャンゴ（2007年） - 平重盛 役
- アフタースクール（2008年） - 木村一樹 役
- クライマーズ・ハイ（2008年） - 佐山達哉 役
- ジャージの二人（2008年） - 主演・功 役
- ジェネラル・ルージュの凱旋（2009年） - 速水晃一 役
- ラッシュライフ（2009年） - 黒澤 役
- 南極料理人（2009年） - 主演・西村淳 役
- クヒオ大佐（2009年） - 主演・クヒオ大佐 役
- ゴールデンスランバー（2010年） - 主演・青柳雅春 役
- 武士の家計簿（2010年） - 主演・猪山直之 役
- 行け!男子高校演劇部（2011年） - 技術スタッフ 役 ※カメオ出演
- 日輪の遺産（2011年） - 主演・真柴少佐 役
- ツレがうつになりまして。（2011年） - 髙崎幹夫 役
- 鍵泥棒のメソッド（2012年） - 主演・桜井武史 役
- その夜の侍（2012年） - 主演・中村健一 役
- 大奥〜永遠〜［右衛門佐・綱吉篇］（2012年） - 主演・右衛門佐 役
- ひまわりと子犬の7日間（2013年） - 主演・神崎彰司 役
- DESTINY 鎌倉ものがたり（2017年） - 主演・一色正和 役
- 北の桜守（2018年） - 江蓮修二郎 役[43]
- Dr.コトー診療所（2022年） - 鳴海慧 役[44]
- 平場の月（2025年公開予定） - 主演・青砥健将 役[45]

### 舞台
- 東京オレンジ公演（1992年 - 1999年）※これ以後も不定期に参加している
- ミヤギサトシプレゼンツ「本牧マクベス」（1995年1月@相鉄本多劇場）
- 双数姉妹「コサック」（1995年5月、シアタートップス）
- 双数姉妹 featuring 東京オレンジ「コサック TOKИOへ行く」（1995年7月 - 8月、早大大隈講堂裏特設テント）
- curate246-T「バイブ」（1996年7月、シアターサンモール）
- ネルケビューネ「5人の帰れない男達」（1996年12月、シアタートップス）
- 「ソウル・オブ・マンダリン」（1997年1月、六本木キャラメル）
- 桜月流美剱道「スサビ」（1997年3月、シアターV赤坂）
- サードステージ「コーマ・エンジェル」（1997年6月、シアターサンモール）
- 「水の味」（1998年5月、紀伊国屋サザンシアター）
- 「Zenmai」（1998年10月、シアターコクーン）
- リーディング公演「ピッチフォーク・ディズニー」（1999年7月、シアタートラム）
- サードステージ「ビューティフル・サンディ」（2000年2月、俳優座劇場、近鉄小劇場）
- 「ヴァンプ・ショウ」（2001年6月 - 7月、PARCO劇場、大阪シアタードラマシティ）
- 「エレファント・バニッシュ」（2003年5月 - 6月、世田谷パブリックシアター、大阪シアタードラマシティ）
- 朗読劇「天国の本屋3-恋火」（2003年8月、銀座ヤマハホール）
- 「喪服の似合うエレクトラ」（2004年11月 - 12月、新国立劇場）
- 「お父さんの恋 -Family Tale-」（2005年3月 - 4月、PARCO劇場、大阪シアタードラマシティ、他）
- 演劇企画・二人の会「宮城野」（2005年8月、宮崎県立芸術劇場）
- 「噂の男」（2006年8月 - 9月、PARCO劇場、大阪シアタードラマシティ、他）
- 「恐れを知らぬ川上音二郎一座」（2007年11月 - 12月、シアタークリエ）
- 劇団☆新感線「蛮幽鬼」（2009年10月 - 11月、新橋演舞場、梅田芸術劇場）

### テレビアニメ
- こちら葛飾区亀有公園前派出所（1996年 - 2001年、フジテレビ） - 白鳥麗次〈初代〉 役
- 青い文学シリーズ（2009年、日本テレビ） - ナビゲーター
  - 人間失格 - 大庭葉蔵 役
  - 桜の森の満開の下 - 繁丸 役
  - こゝろ - 先生 役
  - 走れメロス - メロス 役
  - 蜘蛛の糸 - 先生、良秀 役
  - 地獄変 - 良秀 役

### OVA
- 戦闘妖精雪風（2002年 - 2005年） - 深井零 役[46]

### 劇場アニメ
- 手塚治虫のブッダ -赤い砂漠よ!美しく-（2011年） - チャプラ 役[47]
- プロメア（2019年） - クレイ・フォーサイト 役[48]

### ゲーム
- 妖怪ウォッチ3 スシ/テンプラ（2016年） - マルダー 役[49]

### 吹き替え
- プーと大人になった僕（2018年） - クリストファー・ロビン 役〈ユアン・マクレガー〉[50]
- FLY!/フライ!（2024年） - マック 役〈クメイル・ナンジアニ〉[51]

### DVD
- やさぐれぱんだ〈白盤〉〈黒盤〉（2007年） - 青年 役
  - やさぐれぱんだ〈金盤〉〈銀盤〉〈銅盤〉（2008年）

### インターネットドラマ
- フォーチュン·バナナ（2004年、トレソーラ）
- 深津絵里のblack comedy ブラコメ（2006年、GyaO）

### ラジオドラマ
- FMシアター「滅頂」（1997年8月16日、NHK-FM）[52]
- FMシアター「かつて海だった街」（1999年9月11日、NHK-FM）[53]
- 青春アドベンチャー「不思議屋薬品店」（2002年11月18日 - 29日、NHK-FM）
- ポップスライブラリー「ジュリエットの悲鳴『危険な席』」（2003年1月12日 - 16日、NHK-FM） - 朗読
- SUNTORY THEATER ZERO-HOUR「美しい村」「風立ちぬ」「菜穂子」（2004年10月4日 - 8日、J-WAVE） - 朗読
- CHRISTMAS DRAMA SPECIAL「ハゴロモ」（2006年12月25日、J-WAVE）

### バラエティ・情報番組
- 海ごはん山ごはん（1994年、フジテレビ）
- 兄の仕事場 〜鴻上尚史と10人の新人俳優たち〜 （1997年9月9日、フジテレビ）
- NHKスペシャル（NHK総合）
  - 新シルクロード 第10集「西安 永遠の都」（2005年12月11日）
  - 知られざる大英博物館（2012年6月 - 7月）[54]
  - 戦後70年 ニッポンの肖像 プロローグ （2015年1月1日）
  - 超・進化論（2022年11月6日・13日・2023年1月8日）- 主演
    - 生きもの“超・進化論”ワールド 〜キッズ&ティーンズ特別編〜（2023年1月7日）

  - エジプト 悠久の王国 （2024年3月31日）
  - 謎の王ブラックファラオの実像に迫る（2025年8月20日）
- 土曜プレミアム（フジテレビ）
  - ダ・ヴィンチ・コード ミステリースペシャル（2006年5月20日）
  - 知られざる“龍馬伝” 世紀の英雄・坂本龍馬 最大の謎と秘密の暗号（2010年5月8日）
- 恋愛新党（2008年4月 - 9月、日本テレビ）
- 情熱大陸（2009年3月22日、毎日放送）
- ノンフィクションW「堺雅人 今を生きるネイティブアメリカンを訪ねて」（2010年5月10日、WOWOW）

### 音楽特別番組
- NHK紅白歌合戦（NHK総合・ラジオ第1）
  - 第66回（2015年12月31日） - ゲスト審査員
  - 第74回（2023年12月31日） - ゲスト審査員[55]

### ナレーション
- ホリデーにっぽん「湯せんぺいはわが人生」（2005年9月10日、NHK総合）
- にっぽん再発見「かまぼこ板に描かれた“昭和”〜香川 お年寄りたちの絵物語〜」（2005年9月19日、NHK BS-hi）
- ザ・ノンフィクション「笑顔でさようなら」（2005年10月30日、フジテレビ）
- ハイビジョン特集「よみがえる源氏物語絵巻-浄土を夢見た女たち-」（2005年11月17日、NHK BS-hi）
- BS民放5局共同スペシャル番組「新・日本百景 100年後に残したい日本の姿」九州・沖縄編（2007年12月28日、BS日テレ）
- 銘酒誕生物語-九州が生んだ人気焼酎を訪ねて-（2008年1月2日、WOWOW）
- スポーツ大陸「斎藤佑樹・重圧と戦った4年間」（2010年11月21日、NHK総合・BS1）
- 2013皇室スペシャル 陛下の覚悟〜つらぬいた365日 その原点〜（2013年2月17日、テレビ朝日）
- 2013皇室スペシャル 皇后の道 美智子さまが歩んだ“時代”（2013年10月27日、テレビ朝日）
- NHKスペシャル「熊本城再建　“サムライの英知”を未来へ」（2017年4月16日、NHK総合）[56]

- NHKスペシャル「世界初　極北の冒険　デナリ大滑降」（2017年9月3日、NHK総合）[57]

### MV
- ゴスペラーズ「東京スヰート」30th Anniversary Edition（2024年）[58]

### CM
- 株式会社ほくせん 北専カード・北海道ローカル（1997年）
- アサヒビール スタイルフリー（2008年）
- 北海道新聞社（2008年）
- エスエス製薬 エスタックイブ
- キリンビバレッジ キリンの泡（2012年 - ）
- スカパー!（2012年 - ）
- トヨタ自動車 TOYOTOWN（2013年 - 2015年）
- SoftBank （2013年 - ）
- サンヨー食品 サッポロ一番 頂（2013年 - ）
- キリンビール キリンのどごし<生> （2014年 - 2016年）
- レベルファイブ 妖怪ウォッチ3 スシ/テンプラ（2016年）[49]
- 三井住友銀行（2016年 - ）[59]
- サントリー食品インターナショナル「クラフトボス」（2017年 - ）[31]
- サントリーホールディングス
  - ザ・プレミアム・モルツ「新しい神泡」篇（2020年2月 - ）[31]
  - パーフェクトサントリービール（2022年1月 - 9月）※香川照之と共演[60][61]（2022年10月 - ）※山本耕史、奈緒と共演
- ソフトバンク 「5Gってドラえもん？」（2020年3月 - ） - 野比のび太(45歳) 役[62][31][12]
- 日本マクドナルド
  - 「サムライマック」（2020年4月 - ）[63][64][65][66][67][68]
  - 「ビッグマック」（2020年6月）
  - 「チキンマックナゲット」（2020年7月）[31]
  - 「ダブルチーズバーガー」（2020年10月）
  - 「てりやきマックバーガー」（2021年5月）
  - 「ドナルド・マクドナルド・ハウス」（2021年11月 - ） - ナレーション[69]
  - 「マックフライポテト」（2022年7月）
  - 「青いマックの日」（2022年10月 - ）
  - 「シャカシャカポテト」（2023年3月 - ）
  - 「リバイバルバーガーズ」（2024年1月）
- 富士フイルム 「お正月を写そう♪2021」（2020年 - 2021年）[70]
- 内閣府 そうだったのか！マイナンバーカード。（2021年3月 - ）[71]
- メルカリ
  - 「メルカード」（2022年12月 - ）※長澤まさみと共演[72]
  - 「メルカリチャンス」篇（2023年4月 - ）※長澤まさみと共演[73]
- 丸紅（2023年9月 - ）※中村ゆりかと共演[74]
- オープンハウス「マイホームマン」
  - 「登場」篇（2024年2月 - ）[75]
  - 「戦いのその後」篇（2024年8月 - ）[76]
- サントリー食品インターナショナル「伊右衛門」
  - 「味わう、伊右衛門。美容室」篇（2024年2月）
  - 「味わう、伊右衛門。レストラン」篇（2024年2月）
  - 「味わう、伊右衛門。京都インバウンド」篇（2024年5月）

## 出版

### 連載
- TVnavi 「文・堺雅人」 2005年2月号〜2009年3月号 全50回
- CREA 「月記」 2009年10月号〜2013年4月号
- CREA 「月記」 2014年3月号〜2017年12月号

### 単行本
- 文・堺雅人（2009年、産経新聞出版） ISBN 978-4819110624 - TVnavi連載「文・堺雅人」の書籍化
- 文・堺雅人2 すこやかな日々（2013年7月12日、文藝春秋）ISBN 978-4163765006 - CREA連載「月記」の書籍化

### 新書
- ぼく、牧水! 歌人に学ぶ「まろび」の美学（2010年、角川書店） ISBN 978-4047102538 - 伊藤一彦との共著

### 文庫解説
- ぼくは落ち着きがない（長嶋有著、2011年、光文社文庫）ISBN 978-4334749538

## 受賞歴
2008年度
- 東京ドラマアウォード2008 助演男優賞（『篤姫』）[77]
- 第33回報知映画賞 助演男優賞（『クライマーズ・ハイ』『アフタースクール』『ジャージの二人』）
- 第21回日刊スポーツ映画大賞・石原裕次郎賞 助演男優賞（『クライマーズ・ハイ』『アフタースクール』）
- 第32回日本アカデミー賞 優秀助演男優賞（『クライマーズ・ハイ』）[78]
- 第82回キネマ旬報ベスト・テン 助演男優賞（『クライマーズ・ハイ』『アフタースクール』）
- 第51回ブルーリボン賞 助演男優賞（『クライマーズ・ハイ』『アフタースクール』）
- 第63回毎日映画コンクール 男優助演賞（『クライマーズ・ハイ』『アフタースクール』『ジャージの二人』）[79]

2009年度
- 第17回橋田賞[80][81]
- 第62回ザテレビジョンドラマアカデミー賞 助演男優賞（『官僚たちの夏』）[82]
- 第31回ヨコハマ映画祭 主演男優賞（『クヒオ大佐』『南極料理人』）
- 第33回日本アカデミー賞 優秀助演男優賞（『ジェネラル・ルージュの凱旋』）[83]
- 第1回日本シアタースタッフ映画祭 主演男優賞（『南極料理人』）

2010年度
- 第66回ザテレビジョンドラマアカデミー賞 主演男優賞（『ジョーカー 許されざる捜査官』）[84]

2011年度
- 第36回報知映画賞 主演男優賞（『武士の家計簿』『日輪の遺産』『ツレがうつになりまして。』）
- 第35回日本アカデミー賞 優秀主演男優賞（『武士の家計簿』）[85]

2012年度
- 第3回日本シアタースタッフ映画祭 主演男優賞（『ツレがうつになりまして。』）
- 東京ドラマアウォード2012 主演男優賞（『リーガル・ハイ』）[86]
- 第36回日本アカデミー賞 優秀主演男優賞（『鍵泥棒のメソッド』）[87]
- 第50回ギャラクシー賞 テレビ部門 個人賞（『リーガル・ハイ』『大奥〜誕生［有功・家光篇］』）[88]

2013年度
- 第78回ザテレビジョンドラマアカデミー賞 主演男優賞（『半沢直樹』）[89]
- 第30回新語・流行語大賞 年間大賞（『半沢直樹』）
- 第79回ザテレビジョンドラマアカデミー賞 主演男優賞（『リーガルハイ』）[90]
- 第17回日刊スポーツドラマグランプリ 主演男優賞（『半沢直樹』）
- 第21回がんばった大賞 MVP（『リーガルハイ』）
- 第40回放送文化基金賞 演技賞（『半沢直樹』）[91]

2014年度
- 東京ドラマアウォード2014 主演男優賞（『半沢直樹』）

2016年度
- 第91回ザテレビジョンドラマアカデミー賞 主演男優賞（『真田丸』）[92]

2017年度
- 東京ドラマアウォード2017 主演男優賞（『真田丸』）

2020年度
- 第105回ザテレビジョンドラマアカデミー賞 主演男優賞（『半沢直樹』）[93]

2023年度
- 第26回日刊スポーツ・ドラマグランプリ 夏ドラマ 主演男優賞（『VIVANT』）[94]
- 第117回ザテレビジョンドラマアカデミー賞 主演男優賞（『VIVANT』）[95]